# Fredrik Rosencrantz
Fredrik Rosencrantz (n. 26 octombrie 1879, Tomelilla, Kristianstads län⁠(d), Suedia – d. 15 aprilie 1957, Malmö, Malmöhus⁠(d), Suedia) a fost un călăreț ce a reprezentat Suedia, medaliat olimpic. A participat la o ediție a Jocurilor Olimpice (1912) în care a câștigat o medalie de aur.